# فرقة المشاة 34 (الولايات المتحدة)
فرقة المشاة الرابعة والثلاثون هي فرقة مشاة تابعة لجيش الولايات المتحدة، وهي جزء من الحرس الوطني، شاركت في الحرب العالمية الأولى والحرب العالمية الثانية والصراعات الحالية المتعددة. كانت أول فرقة أمريكية يتم نشرها في أوروبا في الحرب العالمية الثانية، حيث قاتلت بامتياز كبير في الحملة الإيطالية (عملية عسكرية).